# El Deber
El Deber è un quotidiano boliviano fondato a Santa Cruz de la Sierra nel 1953.

## Storia
Il quotidiano è stato fondato il 10 giugno 1953. Nel novembre 1959 a causa delle pressioni del governo di Hernán Siles Zuazo la testata fu costretta a chiudere ed il suo direttore dovette riparare in esilio in Argentina. El Deber tornerà nelle edicole nel 1965.